# Orphnus
Orphnus är ett släkte av skalbaggar. Orphnus ingår i familjen Orphnidae.

## Dottertaxa tillOrphnus, i alfabetisk ordning[1]
- Orphnus acuticornis
- Orphnus amplitarsis
- Orphnus angolensis
- Orphnus asperatus
- Orphnus audeoudi
- Orphnus babaulti
- Orphnus bicolor
- Orphnus bifidus
- Orphnus bilobus
- Orphnus brunneus
- Orphnus camerunensis
- Orphnus capensis
- Orphnus chappuisi
- Orphnus clavipes
- Orphnus compactilis
- Orphnus compactus
- Orphnus compressicornis
- Orphnus congolanus
- Orphnus convexus
- Orphnus coprodoides
- Orphnus costatus
- Orphnus crassus
- Orphnus cribratellus
- Orphnus declivis
- Orphnus dewittei
- Orphnus drumonti
- Orphnus ellenbergeri
- Orphnus fossatus
- Orphnus foveolatus
- Orphnus galla
- Orphnus giganteus
- Orphnus gilleti
- Orphnus grossepunctatus
- Orphnus guineensis
- Orphnus harrisoni
- Orphnus herero
- Orphnus heteronychoides
- Orphnus imitator
- Orphnus impressus
- Orphnus jeanneli
- Orphnus kafuensis
- Orphnus leleupi
- Orphnus letestui
- Orphnus livingstonei
- Orphnus luluanus
- Orphnus luminosus
- Orphnus macleayi
- Orphnus mandibularis
- Orphnus massarti
- Orphnus mombasaensis
- Orphnus mpese
- Orphnus mysoriensis
- Orphnus niger
- Orphnus nyassicus
- Orphnus obsoletus
- Orphnus orbus
- Orphnus oryctoides
- Orphnus ovampoanus
- Orphnus overlaeti
- Orphnus parentalis
- Orphnus parvus
- Orphnus pauliani
- Orphnus peringueyi
- Orphnus pici
- Orphnus picinus
- Orphnus planicollis
- Orphnus plebejus
- Orphnus posthi
- Orphnus pugnax
- Orphnus quadrigibbosus
- Orphnus rufithorax
- Orphnus rufulus
- Orphnus rufus
- Orphnus sansibaricus
- Orphnus schoutedeni
- Orphnus senegalensis
- Orphnus similis
- Orphnus simonii
- Orphnus sinuaticeps
- Orphnus sinuatus
- Orphnus strangulatus
- Orphnus striatoides
- Orphnus striatopunctatus
- Orphnus striatus
- Orphnus subcornutus
- Orphnus subfoveatus
- Orphnus subfurcatus
- Orphnus sudanicus
- Orphnus tchadensis
- Orphnus testaceus
- Orphnus thoracicus
- Orphnus tinantae
- Orphnus tristis
- Orphnus usambaricus
- Orphnus viduae
- Orphnus zumpti